# 卡兰贾努斯
卡兰贾努斯（義大利語：Calangianus），是意大利撒丁大区薩薩里省的一个市镇。总面积126.35平方公里，人口4401人，人口密度34.8人/平方公里（2009年）。ISTAT代码为104010。